# Grupo de Roma
El grupo de Roma fue un grupo de científicos italianos que bajo la dirección de Enrico Fermi trabajó en física nuclear durante la década de 1930.

## Origen del grupo[citarequerida]
Enrico Fermi, uno de los pocos físicos que hizo aportes importantes tanto a la física teórica como a la experimental, tuvo también la capacidad de organizar un grupo de científicos buscando que Italia volviera a tener la importancia de otras épocas en el desarrollo de la física. Entre sus integrantes podemos nombrar a Edoardo Amaldi, Oscar D'Agostino, Franco Rasetti, Bruno Pontecorvo, Emilio Segrè (posteriormente Premio Nobel), Ettore Majorana, G. C. Trabacchi, Orso Corbino y otros. 
Comenzó buscando estudiantes de ingeniería convenciéndolos para que se dedicaran a la investigación científica, tales los casos de Segrè, Rasetti, Amaldi, Pérsico y Majorana. 
Por otra parte, Orso Corbino, además de físico,  era un senador italiano que se encargó de lograr el apoyo financiero del grupo por parte del Estado italiano.

## Temas de estudio[citarequerida]
Debido a que en la década de 1930, tanto la teoría de la relatividad como la mecánica cuántica habían tenido un gran desarrollo, buscó en la física nuclear un tema abierto a la investigación. Envió a varios de sus colaboradores, que dominaban la física atómica, al exterior, para que volvieran a Roma con sus nuevas experiencias. Rasetti fue a Pasadena al laboratorio de Millikan, Segrè fue  a Ámsterdam a trabajar con Pieter Zeeman. Luego Rasetti viaja a Berlín para trabajar con Lise Meitner, mientras que Segrè va a Hamburgo a trabajar con Otto Stern, mientras que Amaldi viaja a Leipzig en donde estaba Peter Debye. La intención era que fuésemos todos a un lugar donde se pudiera aprender una nueva técnica experimental, y traerla de regreso… sin olvidar la intención de ensanchar nuestro campo. Hasta estuvimos considerando, en cierto momento, construir un ciclotrón… Sabíamos que había que aprender la técnica de vacíos; no podíamos hacer un vacío entre todos nosotros juntos… Y así, también tendríamos que tener mayor variedad, mayor libertad” (Segrè)

## Desintegración beta
Uno de los importantes resultados logrados por Fermi, fue la teoría de la desintegración beta, respecto de la cual Victor Weisskopf diría: un escrito fantástico, que, en mi opinión, ha quedado como monumento a la intuición de Fermi… La descomposición beta, con la idea de Fermi, permanece aparte del resto de la física nuclear, porque es la creación de partículas.

## Disolución[citarequerida]
El grupo de Roma se convierte en uno de los más prestigiosos del mundo en el estudio de la física nuclear. Sin embargo, con el auge del fascismo, varios de sus integrantes deben emigrar de Italia, como fue el caso de Fermi, quien se dirige a los EE. UU. luego de viajar a Suecia para recibir el Premio Nobel en 1938.